# Botrychium paradoxum
Botrychium paradoxum là một loài dương xỉ trong họ Ophioglossaceae. Loài này được W.H. Wagner mô tả khoa học đầu tiên năm 1981.